# Мелодія любові (фільм)
«Мелодія любові» — кінофільм режисера Катерини Двигубської, який вийшов на екрани в 2011 році.

## Зміст
Емма — вчорашня випускниця. Ігор старше неї на пару років. У них скоро буде дитина, але ідилія молодої пари руйнується, коли хлопця призивають в армію. Він їде до Чечні і пропадає в цьому проклятому краю. Мати Емми наполягає на її шлюбі з заможним бізнесменом, який готовий піклуватися про неї і малюка. Але через деякий час, буквально з того світу, повертається Ігор ...

## Ролі
| Актор                   | Роль |
| ----------------------- | ---- |
| Анастасія Цвєтаєва      | -    |
| Павел Кузьмин           | -    |
| Олексій Панін           | -    |
| Аліса Гребенщикова      | -    |
| Інга Стрєлкова-Оболдіна | -    |
| Лариса Домаскина        | -    |
| Софія Долганова         | -    |
| Катерина Двигубська     | -    |
| Наталія Арінбасарова    | -    |
| Дарія Герман            | -    |

## Знімальна група
- Режисер — Катерина Двигубська
- Сценарист — Алла Гусєва, Марина Шіхалієва, Светлана Беллас
- Продюсер — Сергій Мелькумов, Олександр Кушаєв, Наталья Коткова
- Композитор — Олексій Горшеньов, Антон Клевцов